# سنت تادی
سنت تادی (به انگلیسی: St Tudy) یک روستا و محله مدنی در بریتانیا است که در کورنوال واقع شده‌است. سنت تادی ۶۰۴ نفر جمعیت دارد.